# Astros de North York
Les Astros de North York, ou North York Astros en anglais, est un club de soccer canadien basé à North York, partie nord de Toronto, en Ontario. Le club évolue en Ligue canadienne de soccer, le troisième niveau du soccer au Canada après la Major League Soccer et la Première division USL.